# Specie di Ctenizidae
Di seguito sono descritte tutte le 128 specie della famiglia di ragni Ctenizidae note al giugno 2013

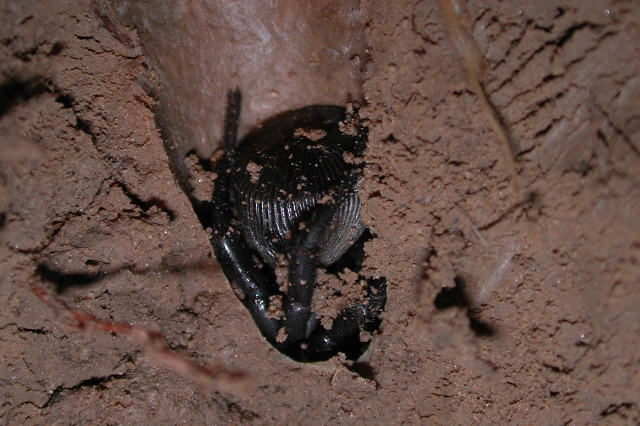
Cyclocosmia sp. nel cunicolo

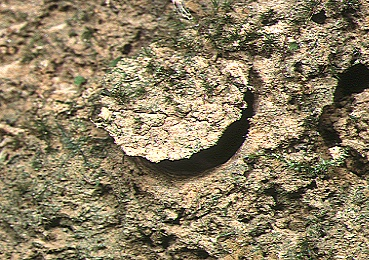
Latouchia formosensis, cunicolo a porta-trappola

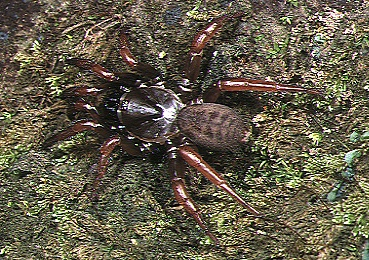
Latouchia formosensis, femmina

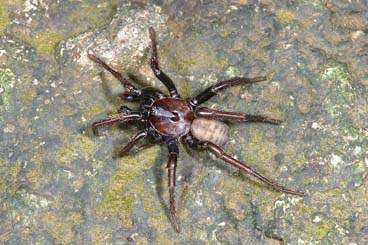
Latouchia parameleomene, maschio

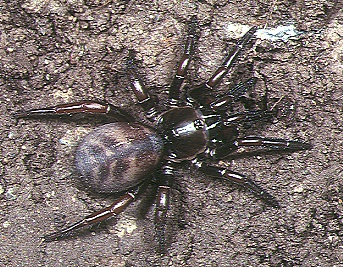
Latouchia swinhoei, femmina

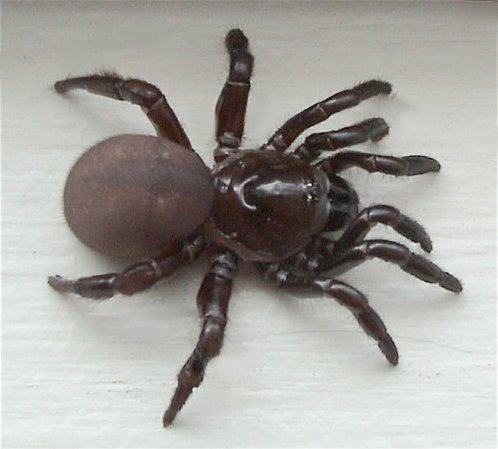
Ummidia sp.

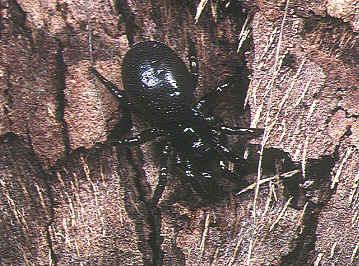
Ummidia fragaria, esemplare juvenile

## Bothriocyrtum
Bothriocyrtum Simon, 1891
- Bothriocyrtum californicum (O. P.-Cambridge, 1874) — USA
- Bothriocyrtum fabrile Simon, 1891 — Messico
- Bothriocyrtum tractabile Saito, 1933 — Taiwan

## Conothele
Conothele Thorell, 1878
- Conothele arboricola Pocock, 1899 — Nuova Britannia (Papua Nuova Guinea)
- Conothele birmanica Thorell, 1887 — Myanmar
- Conothele cambridgei Thorell, 1890 — Sumatra
- Conothele doleschalli Thorell, 1881 — Queensland
- Conothele ferox Strand, 1913 — Nuova Guinea
- Conothele fragaria (Dönitz, 1887) — Giappone
- Conothele gressitti (Roewer, 1963) — Micronesia
- Conothele hebredisiana Berland, 1938 — Nuove Ebridi
- Conothele lampra (Chamberlin, 1917) — località sconosciuta
- Conothele limatior Kulczynski, 1908 — Nuova Guinea
- Conothele malayana (Doleschall, 1859) — Molucche, Nuova Guinea, Australia
- Conothele nigriceps Pocock, 1898 — Isole Salomone
- Conothele spinosa Hogg, 1914 — Nuova Guinea
- Conothele taiwanensis (Tso, Haupt & Zhu, 2003) — Taiwan
- Conothele trachypus Kulczynski, 1908 — Nuova Britannia (Papua Nuova Guinea)
- Conothele truncicola Saaristo, 2002 — Isole Seychelles
- Conothele vali Siliwal et al., 2009 — India
- Conothele varvarti Siliwal et al., 2009 — India

## Cteniza
Cteniza Latreille, 1829
- Cteniza brevidens (Doleschall, 1871) — Sicilia, Sardegna
- Cteniza ferghanensis Kroneberg, 1875 — Asia centrale
- Cteniza moggridgei O. P.-Cambridge, 1874 — Francia, Italia
- Cteniza sauvagesi (Rossi, 1788) — Corsica, Sardegna

## Cyclocosmia
Cyclocosmia Ausserer, 1871
- Cyclocosmia lannaensis Schwendinger, 2005 — Cina, Thailandia
- Cyclocosmia latusicosta Zhu, Zhang & Zhang, 2006 — Cina
- Cyclocosmia loricata (C. L. Koch, 1842) — Messico, Guatemala
- Cyclocosmia ricketti (Pocock, 1901) — Cina
- Cyclocosmia siamensis Schwendinger, 2005 — Thailandia
- Cyclocosmia torreya Gertsch & Platnick, 1975 — USA
- Cyclocosmia truncata (Hentz, 1841) — USA

## Cyrtocarenum
Cyrtocarenum Ausserer, 1871
- Cyrtocarenum cunicularium (Olivier, 1811) — Grecia, Creta, Rhodesia, Turchia
- Cyrtocarenum grajum (C. L. Koch, 1836) — Grecia, Creta

## Hebestatis
Hebestatis Simon, 1903
- Hebestatis lanthanus Valerio, 1988 — Costa Rica
- Hebestatis theveneti (Simon, 1891) — USA

## Latouchia
Latouchia Pocock, 1901
- Latouchia bachmaensis Ono, 2010 — Vietnam
- Latouchia batuensis Roewer, 1962 — Malaysia
- Latouchia cornuta Song, Qiu & Zheng, 1983 — Cina
- Latouchia cryptica (Simon, 1897) — India
- Latouchia cunicularia (Simon, 1886) — Vietnam
- Latouchia davidi (Simon, 1886) — Tibet
- Latouchia fasciata Strand, 1907 — Cina
- Latouchia formosensis Kayashima, 1943 — Taiwan  
  - Latouchia formosensis smithi Tso, Haupt & Zhu, 2003 — Taiwan
- Latouchia fossoria Pocock, 1901 — Cina
- Latouchia hunanensis Xu, Yin & Bao, 2002 — Cina
- Latouchia hyla Haupt & Shimojana, 2001 — Isole Ryukyu
- Latouchia japonica Strand, 1910 — Giappone
- Latouchia kitabensis (Charitonov, 1946) — Asia centrale
- Latouchia parameleomene Haupt & Shimojana, 2001 — Okinawa
- Latouchia pavlovi Schenkel, 1953 — Cina
- Latouchia swinhoei Pocock, 1901 — Okinawa, Isole Ryukyu
- Latouchia typica (Kishida, 1913) — Cina, Japan
- Latouchia vinhiensis Schenkel, 1963 — Cina

## Stasimopus
Stasimopus Simon, 1892
- Stasimopus artifex Pocock, 1902 — Sudafrica
- Stasimopus astutus Pocock, 1902 — Sudafrica
- Stasimopus bimaculatus Purcell, 1903 — Sudafrica
- Stasimopus brevipalpis Purcell, 1903 — Sudafrica
- Stasimopus caffrus (C. L. Koch, 1842) — Sudafrica
- Stasimopus castaneus Purcell, 1903 — Sudafrica
- Stasimopus coronatus Hewitt, 1915 — Sudafrica
- Stasimopus dreyeri Hewitt, 1915 — Sudafrica
- Stasimopus erythrognathus Purcell, 1903 — Sudafrica
- Stasimopus filmeri Engelbrecht & Prendini, 2012 — Sudafrica
- Stasimopus fordi Hewitt, 1927 — Sudafrica
- Stasimopus gigas Hewitt, 1915 — Sudafrica
- Stasimopus griswoldi Engelbrecht & Prendini, 2012 — Sudafrica
- Stasimopus hewitti Engelbrecht & Prendini, 2012 — Sudafrica
- Stasimopus insculptus Pocock, 1901 — Sudafrica
  - Stasimopus insculptus peddiensis Hewitt, 1917 — Sudafrica
- Stasimopus kentanicus Purcell, 1903 — Sudafrica
- Stasimopus kolbei Purcell, 1903 — Sudafrica
- Stasimopus leipoldti Purcell, 1902 — Sudafrica
- Stasimopus longipalpis Hewitt, 1917 — Sudafrica
- Stasimopus mandelai Hendrixson & Bond, 2004 — Sudafrica
- Stasimopus maraisi Hewitt, 1914 — Sudafrica
- Stasimopus meyeri (Karsch, 1879) — Africa sudorientale
- Stasimopus minor Hewitt, 1915 — Sudafrica
- Stasimopus nanus Tucker, 1917 — Sudafrica
- Stasimopus nigellus Pocock, 1902 — Sudafrica
- Stasimopus obscurus Purcell, 1908 — Sudafrica
- Stasimopus oculatus Pocock, 1897 — Sudafrica
- Stasimopus palpiger Pocock, 1902 — Sudafrica
- Stasimopus patersonae Hewitt, 1913 — Sudafrica
- Stasimopus poweri Hewitt, 1915 — Sudafrica
- Stasimopus purcelli Tucker, 1917 — Sudafrica
- Stasimopus quadratimaculatus Purcell, 1903 — Sudafrica
- Stasimopus qumbu Hewitt, 1913 — Sudafrica
- Stasimopus robertsi Hewitt, 1910 — Sudafrica
- Stasimopus rufidens (Ausserer, 1871) — Sudafrica
- Stasimopus schoenlandi Pocock, 1900 — Sudafrica
- Stasimopus schreineri Purcell, 1903 — Sudafrica
- Stasimopus schultzei Purcell, 1908 — Namibia
- Stasimopus spinipes Hewitt, 1917 — Sudafrica
- Stasimopus spinosus Hewitt, 1914 — Sudafrica
- Stasimopus steynburgensis Hewitt, 1915 — Sudafrica
- Stasimopus suffuscus Hewitt, 1916 — Sudafrica
- Stasimopus tysoni Hewitt, 1919 — Sudafrica
- Stasimopus umtaticus Purcell, 1903 — Sudafrica 
  - Stasimopus umtaticus rangeri Hewitt, 1927 — Sudafrica
- Stasimopus unispinosus Purcell, 1903 — Sudafrica

## Ummidia
Ummidia Thorell, 1875
- Ummidia absoluta (Gertsch & Mulaik, 1940) — USA
- Ummidia aedificatoria (Westwood, 1840) — Mediterraneo occidentale
- Ummidia algarve Decae, 2010 — Portogallo
- Ummidia algeriana (Lucas, 1846) — Algeria, Tunisia
- Ummidia armata (Ausserer, 1875) — località sconosciuta
- Ummidia asperula (Simon, 1889) — Venezuela
- Ummidia audouini (Lucas, 1835) — USA
- Ummidia beatula (Gertsch & Mulaik, 1940) — USA
- Ummidia carabivora (Atkinson, 1886) — USA 
  - Ummidia carabivora emarginata (Atkinson, 1886) — USA
- Ummidia celsa (Gertsch & Mulaik, 1940) — USA
- Ummidia erema (Chamberlin, 1925) — USA
- Ummidia funerea (Gertsch, 1936) — USA
- Ummidia gandjinoi (Andreeva, 1968) — Tajikistan
- Ummidia glabra (Doleschall, 1871) — Brasile
- Ummidia modesta (Banks, 1901) — USA
- Ummidia nidulans (Fabricius, 1787) — Indie occidentali
- Ummidia oaxacana (Chamberlin, 1925) — Messico
- Ummidia picea Thorell, 1875 — Spagna
- Ummidia pustulosa (Becker, 1879) — Messico
- Ummidia pygmaea (Chamberlin & Ivie, 1945) — USA
- Ummidia rugosa (Karsch, 1880) — Costa Rica, Panama
- Ummidia salebrosa (Simon, 1891) — Saint Vincent
- Ummidia tuobita (Chamberlin, 1917) — USA
- Ummidia zebrina (F. O. P.-Cambridge, 1897) — Guatemala
- Ummidia zilchi Kraus, 1955 — El Salvador